# ガオ・ギニー隕石
ガオ・ギニー隕石（ガオ・ギニーいんせき、英語: Gao-Guenie meteorite）は、1960年3月5日にブルキナファソに落下した隕石である。元々はガオ隕石（ガオいんせき、英: Gao）とギニー隕石（ギニーいんせき、英: Guenie）という別の名前が付けられていたが、後に同じものであるとして名称が統合された。

## 概要
ガオ・ギニー隕石は、1960年3月5日17時頃（現地時間）にブルキナファソ（当時はフランス共同体内のオートボルタ自治共和国）南部、ガーナとの国境付近にあるガオ村とギニー村の周辺で観測され、落下した。H5、普通コンドライトに分類される。落下音は100キロメートル離れた首都ワガドゥグーでも聞くことができた。目撃者の証言では、立ち木を裂き、ニワトリ小屋が壊れたとされる。回収された隕石の中で最大のものは、10キログラムの重さがあった。
元々ガオ・ギニー隕石は、ガオ隕石（英語: Gao (Upper Volta) 、Gaoと省略されることもある）とギニー隕石（英: Guenie）という2つの別の隕石であるとされていた。これは、1960年3月5日にガオ隕石が、同年4月にギニー隕石が別々に落下したとされていたからである。しかし研究が進み、2つの隕石は互いに区別が付かず、落下は3月5日の1回のみであるということが明らかになった。これを受け、1999年に、隕石命名委員会が2つの隕石を統合し、ガオ・ギニー隕石とした。